# Фрунзе (Луганская область)
Фру́нзе (укр. Фрунзе) / Сентяновка (укр. Сентянівка) — посёлок, относится к Славяносербскому району Луганской области Украины. С 2014 года находится под контролем самопровозглашённой Луганской Народной Республики.

## Географическое положение
Посёлок расположен на реке Лугани, в 25 км от райцентра.
К северу от посёлка проходит линия разграничения сил в Донбассе (см. Второе минское соглашение).
Соседние населённые пункты: посёлок Донецкий и сёла Желобок на северо-западе, Дачное и посёлок Голубовское (оба выше по течению Лугани) на западе, село Весняное, посёлок Тавричанское и город Кировск (последний также выше по течению Лугани) на юго-западе, сёла Червоный Лиман на юге, Петровеньки, Пахалёвка, Хорошее (все три ниже по течению Лугани) на юго-востоке, Смелое на востоке.

## История
Во второй половине XVIII в. полковником П. И. Сентяновым на правах ранговой дачи было основано село Сентяновка (Сентовка).
Эта территория была заселена сербскими, хорватскими, волошскими, венгерскими офицерами православного вероисповедания, украинскими и российскими крестьянами. Село также имело параллельное название Новосёловка, которое существовало до 1910 года.
Современное название было присвоено в 1930 году, оно увековечивает память партийного и военного деятеля М. В. Фрунзе. 28 октября 1938 года Фрунзе получило статус посёлка городского типа.
В ходе Великой Отечественной войны в 1941—1943 гг. поселение было оккупировано немецкими войсками
Указом Президиума Верховного Совета Украинской ССР от 10 августа 1949 года центр Славяносербского района Ворошиловградской области перенесён из села Славяносербск в посёлок городского типа Фрунзе с переименованием Славяносербского района в Фрунзенский район.
Затем в 1966 году Фрунзенский район вновь стал Славяносербским и центром района стал пгт Славяносербск.
Основой экономики посёлка являлись предприятия железнодорожного транспорта.
В январе 1989 года численность населения составляла 4493 человека.
В мае 1995 года Кабинет министров Украины утвердил решение о приватизации находившейся в посёлке райсельхозтехники.
На 1 января 2013 года численность населения составляла 3255 человек.
В 2016 году в рамках кампании по декоммунизации на Украине посёлок был переименован правками постановления № 1466-VIII ВРУ от 14.07.2016, новое название — «Сентяновка». Данные решения не признаются местными фактическими властями.

## Транспорт
В поселке находится узловая железнодорожная станция Сентяновка Донецкой железной дороги.

## Культурное наследие
Вблизи поселка выявлено 2 курганных могильника с 5 курганами, 2 отдельно стоящих кургана.

## Местный совет
93720, Луганская обл. Славяносербский р-н, пгт Фрунзе, ул. Интернациональная, 133.